# Motobécane AV88
La Motobécane AV 88, plus communément nommée La Bleue, est apparue à la fin des années 1950. Elle est le modèle le plus connu d'une longue famille de cyclomoteurs dont le point de départ est l'AV87 de 1957. 
Construite par Motobécane dans ses ateliers de Pantin en Seine-Saint-Denis (93), elle fut le cyclomoteur le plus vendu dans le monde de par sa robustesse et son design jusqu’en 1990. Les Bleues avaient de très bonnes finitions, une peinture très robuste, des chromes, une grande boite à outils dans le cadre, et sur les versions haut de gamme, un compteur kilométrique, un klaxon, et  dans les dernières versions un antivol, un accroche-casque.

## Histoire
L'AV87 puis sa famille AV65-68 et AV85-88 étaient une évolution directe de la famille des AV76 dont elles reprenaient les mécaniques et la partie avant. La différence notable était la partie arrière du cadre qui avait une suspension à bras oscillant et des coulisseaux amortisseurs, permettant le double de débattement par rapport aux coulisseaux verticaux des AV75 et 78, technologie datant de la moto  D45 - 125 cm3. De plus, une grande boite à outils était intégrée dans le cadre sous la selle remplaçant la boite à outils tubulaire des AV7x.
Le réservoir des AV88 avait une contenance maximale de 5 litres, une consommation en moyenne inférieure à 3 litres aux 100 km permettant de parcourir de grandes distances pour un cyclomoteur.
L'AV87 et sa novatrice fourche à balancier eut une courte carrière et disparut en 1961, remplacée par les premiers modèles d'AV89 dit "Chaudron", un dérivé équipé d'une selle biplace et de cale-pieds arrières suspendus. Les autres modèles avaient tous une fourche classique télescopique (dont la licence fut achetée sur un vélo américain) à suspension dans l'axe de la roue.
Les AV65 et AV68 représentaient un bas de gamme aux AV85 et AV88 respectivement. Elles étaient privées de compteur, de chromes et d'accessoires.
Les AV65 et AV85 n'avaient pas de variateur, tandis que les AV68 et 88 en étaient munis, connu chez Motobécane sous la marque "Mobymatic".
Les premières AV89 Chaudron garderont leur fourche à balancier jusqu'en 1963, puis reçevront la fourche classique mais renforcée par rapport aux "bleues". En dehors de la couleur, les AV89 étaient équipées de carter protège chaine de transmission et d'axe de roues arrière à broches, pour pouvoir régler la tension de la chaine, mais avec également de nombreuses pièces communes aux bleues, allumage transistorisé, embrayage, piston, vilebrequin, etc. 
Il y eut aussi des versions vélomoteur de l'AV 89 qui nécessitaient un permis, équipées d'un moteur non bridé, elle dépassaient allégrement les 50 km/h.
Comme toujours chez Motobécane, les machines étaient commercialisées parallèlement sous la marque Motoconfort, avec la dénomination AU6x ou AU8x.
Les mécaniques étaient sur toutes les versions équipées du moteur AV7 déjà vu sur les AV7x et sur la famille AV4x, c'était une mécanique éprouvée de 49,93 cm3 à deux transferts et admission par la jupe. La puissance développée était de 2 ch au départ.
Vers la fin de la production, certains modèles ont bénéficié du moteur AV10 de la famille 51 (par exemple 51V, 51S…) une mécanique plus moderne, plus puissante à trois transferts et admission par clapets. Certains modèles 881 ont même bénéficié de l'allumage électronique. Le moteur AV7 a subsisté en parallèle à l'AV10 jusqu'à la fin de la production.
La famille des AV88 a définitivement remplacée celle des AV7 dont la production a été stoppée au milieu des années 70, leur absence de suspension les rendant obsolètes. Les AV88 ont continuées une carrière utilitaire dans les campagnes essentiellement, achetées comme engin utilitaire par des professionnels comme "la Poste" en a en particulier utilisé beaucoup, des livreurs et le monde rural du fait de leur grande robustesse, avec un gros porte-bagage sur la fourche avant. Les jeunes d'alors se tournant plus vers la famille 51 au look plus sportif.
En Afrique, les "bleues" et les "chaudrons" continuent à servir au quotidien, utilisées par un grand nombre de personnes. Les modèles les plus anciens côtoient ceux des années 80, certains exemplaires utilisés initialement par les facteurs français continuent leur carrière avec leurs décoration d'origine ! Il est même possible d'apercevoir des modèles neufs dans un magasin. Mais comme en Europe, le déclin semble s'amorcer sous la pression des scooters et des petites motos en provenance du Japon ou de Chine.
En Europe, la côte d'amour de ces anciennes machines commence à remonter et de nombreux amateurs les restaurent en état collection ou pour un usage quotidien. Il est certain qu'elles représentent une partie non négligeable du patrimoine industriel et culturel de la France.

## Sociologie
La Bleue est populaire mais bien plus, elle est représentative d'une longue période qui a suivi la Seconde Guerre mondiale. Elle traverse les générations et prend une place importante dans la vie sociale du milieu ouvrier des campagnes et des villes également. À tous les âges, la Mobylette est de grande utilité. Encore aujourd'hui, c'est régulièrement que l'on peut entendre « Ça me rappelle mon grand-père ! ». D'ailleurs, il n'est pas rare que la Mobylette de papi soit offerte pour les 14 ans. Pour la jeunesse, c'est une étape importante qui conduit vers une nouvelle autonomie, les sorties entre copains, le travail, les études. La Mobylette accompagne donc l'évolution professionnelle et personnelle des individus grâce à une fiabilité éprouvée. La couleur et les lignes sont parfaitement en phase avec la période. L'image de la Bleue est encore à ce jour le symbole du cyclomoteur sur les panneaux du Code de la route.
En Guadeloupe, plus que la Bleue, la Chaudron (appelée « grena' » par les Guadeloupéens à cause de sa couleur marron orangé) est particulièrement populaire, surtout en Grande-Terre. Importée aux Antilles, dans les années 1960, elle est un « objet de transition », elle représentait l'avènement d'une période pré-industrielle après la fin des restrictions liées à la Seconde Guerre mondiale notamment (passage d'une économie rurale au développement de secteur tertiaire). La « grena' » s'adaptait bien à la topographie et l'économie de la Grande-Terre avec peu de relief et un tissu d'usines et d'exploitations agricoles, et son prix abordable par des ouvriers qui l'achetaient. La "Bleue" et la "Chaudron" sont toujours très convoitées en Guadeloupe, et encore plus depuis l'arrêt de leur production en 2002. En 2003, « Ma grena' et moi », un « road-movie » sur deux-roues, réalisé par Gilles Elie-Dit-Cosaque, brosse un portrait de la Guadeloupe à travers cette Motobécane. Ce réalisateur nous montre que cette mobylette s'est si bien inscrite dans le patrimoine de la Guadeloupe qu'elle en fut un temps le baromètre social. Ce film a été accompagné d’un travail photographique donnant lieu à un livre et à des expositions photos, dès 2004 (Espace Beaurepaire, Paris / Photoquai, Musée du Quai Branly, Paris / Atrium, Fort-de-France / Casino du Gosier…). Le groupe de Punk guadeloupéen The Bolokos fait également la part belle à la mobylette dans son clip "White Rum".

## Modèles
- AV87 « Tourisme Luxe » 1957-1961 modèle de départ fourche avant à balancier
- AV89 « Grand Tourisme »[5] 1960-2002, fourche à balancier puis classique, carter de chaine, selle double et repose-pieds pour le passager
- AV88 « Mobymatic Grand Luxe » 1960-2002, équipement haut de gamme (chromes, compteur, klaxon) variateur "Mobymatic"
- AV65 1961-1970 double embrayage "Dimoby"
- AV68 « Mobymatic » 1961-1970 double embrayage "Dimoby" et variateur "Mobymatic"
- AV85[5] 1961-1974 finition plus luxueuse que série 65 - double embrayage "Dimoby"
- AV881 dernière version des AV88 équipée du moteur AV10 et de l'allumage électronique

## Caractéristiques générales de l'engin[6]

### Généralités
- Genre : Cyclomoteur 49,93 cm3
- PTAC : 48 kg
- Roue motrice : Arrière
- Cadre : Cadre coque en tôle emboutie soudé, formant le réservoir à partie supérieure avant
- Fourche : Télescopique renforcée
- Roues : jantes larges renforcées à rayons munies de pneumatiques de 2 1/4 × 18
- Pédalier : roue de 44 dents qui entraîne, par l’intermédiaire d'une chaîne à rouleaux, un pignon à roue libre de 18 dents, solidaire du moyeu arrière
- Emplacement du moteur : Suspendu devant le pédalier, variateur de vitesse

### Dimensions et poids
- Empattement extrême : 1,13 m
- Dimensions maximales du véhicule : Longueur 1,76 m - Largeur 0,69 m
- Hauteur libre au-dessus du sol :  0,13 m
- Poids total sans carburant : 48 kg
- Poids total roulant : 52 kg
- Poids total roulant autorisé en charge : 177 kg

### Moteur
- Type : à explosion, avec un cycle deux temps monocylindrique.
- Alésage : 39 mm
- Course : 41,8 mm
- Cylindrée : 49,933 cm3
- Taux de compression : 7,8
- Carburant : Mélange essence-huile deux temps à 4 %
- Réservoir : Contenance 5 L, fermé par un bouchon en plastique
- Régime de rotation du moteur : Maximum 6 500 tr/min, le couple maximum est délivré à 3 500 tr/min et la puissance maximale à 6 500 tr/min
- Échappement : Tube de type Tromblon d'un diamètre croissant progressivement de 22 à 63 mm intérieur d'une longueur de 250 mm débouchant dans un pot cylindrique d'un volume égal à 0,650 L placé sous le moteur. Le pot contient un tube et trois diaphragmes percés de trous délimitant trois chambres de détente de volumes différents. La sortie est effectuée par un tube de  11 mm de diamètre intérieur et de 45 mm de long. Le volume total du dispositif est alors de 1,1 L. Le niveau sonore du bruit, mesuré suivant les prescriptions de l'arrêté ministériel du 25 octobre 1962 est de 71 dBA à plein régime. Le silencieux porte à sa partie droite une marque constituée par les chiffres 85 encadrés par le poinçon du constructeur.
- Alimentation du moteur : Carburateur Gurtner à passage de 12 mm. À niveau constant commandé par câble et poignée tournante à main droite. Dispositif de starter commandé par un levier au guidon à main gauche. Le carburateur est muni d'un silencieux d'aspiration. Carburateur de 10 mm sur les modèles sans variateur .
- Allumage : Par volant magnétique "Novi" haute tension.
- Graissage : Par mélange d'huile à l'essence.
- Refroidissement : Par air.
- Mise en marche : Par décompresseur conjugué à la poignée commandant les gaz.
- Antiparasitage : Le cyclomoteur est muni d'un antiparasite agréé par l'ORTF.

### Transmission du mouvement
- Embrayage : du type centrifuge, entrant en action automatiquement quand la vitesse de la machine atteint 6 km/h, permet de lancer le moteur. Un deuxième embrayage concentrique au premier est solidaire de l'axe du moteur et entre en action à 2 500 tr/min environ : le tout breveté est appelé double embrayage "DIMOBY".
- Transmission : une poulie libre solidaire de l'embrayage entraîne par l’intermédiaire d'une courroie trapézoïdale de 14 x 7 une poulie concentrique à l'axe du pédalier, cette dernière est solidaire un pignon à chaine qui entraine le moyeu arrière.
- Dispositif de point mort : un levier circulaire à oreille situé sur la poulie réceptrice rend cette dernière solidaire du pignon de onze dents (douze ou treize suivant modèles avec ou variateur et suivant les années de fabrication) en position cyclo, et débraye le pignon de la poulie en position vélo. Ce dispositif permet l'utilisation (notamment en cas de panne du moteur) comme une bicyclette, grâce aux pédales.
- Démultiplication : (pour les modèles équipés du variateur MOBYMATIC licence René Mangin)[7]

- Petite vitesse : ((207,5/49,5) x (54/11)) = 20,6
- Grande vitesse : ((207,5/87,5) x (54/11)) = 11,65
Avec des pneumatiques de 2 1/4 x 18 (dont la circonférence de roulement sous charge est égale à 1,73 m), au régime du moteur de 1 000 tr/min, la vitesse atteinte est de : Petite vitesse : 5 km/h - Grande vitesse : 8,9 km/h. Au régime maximum du moteur, sur route, avec variateur, la vitesse maximum du véhicule ressort à : 44,5 km/h.

### Suspension
- Avant : Fourche télescopique renforcée.
- Arrière : Par bras oscillant et amortisseur télescopique à ressorts.

### Freinage
- Frein avant : à tambour, avec segments intérieurs, diamètre 80 mm commandé par un levier à main droite.
- Frein arrière : à tambour, avec segments intérieurs, diamètre 100 mm commandé par un levier à main gauche.
- Surface de freinage : Avant : 24 cm² - Arrière : 37 cm².

### Éclairage et signalisation
- Équipement électrique : Le volant magnétique alimente sous 6 volts, un projecteur à lampe jaune agréé par l'Administration, et un feu rouge arrière.
- Équipement réfléchissant : Catadioptres arrières et sur les deux côtés du porte-bagages.